# U-798
U-798 je bila nedokončana vojaška podmornica nemške Kriegsmarine med drugo svetovno vojno.

## Zgodovina
23. aprila 1944 so naročili gradnjo podmornice, ki se je pričela 23. aprila istega leta. Do konca vojne gradnja ni bila dokončana.